# Rio Santiago
Il Rio Santiago è un fiume sudamericano che scorre nei territori di Ecuador e Perù, dove sfocia nel Marañón, uno dei più importanti affluenti del Rio delle Amazzoni.
Nasce col nome di Upano nei pressi di Atillo, e dopo essere sceso verso est ricevendo le acque di numerosi affluenti si unisce al Rio Namangoza, quindi nei pressi di Limón Indanza prende definitivamente il nome di Santiago dopo essersi unito al Rio Zamora. Il Santiago vero e proprio è lungo 285 km, di cui 230 in territorio peruviano, tuttavia considerando le fonti del Rio Zamora esso è lungo quasi 500 km e il suo bacino idrografico è situato per la maggior parte in Ecuador. In territorio peruviano il fiume si addentra nella selva amazzonica per sfociare nel Marañón, qualche chilometro prima del canyon (pongo) chiamato Pongo de Manseriche.